# Perzsák (tragédia)
A Perzsák (eredeti címeː  Πέρσαι) Aiszkhülosz egyik tragédiája, amelyet I. e. 472-ben mutattak be, a görög drámaíró hét fennmaradt művéből a legkorábbi. Egy trilógia keretében állították színre, amelynek másik két darabja Phineuszról, a harpüiák királyáról, illetve Glaukuszról, Bellerophón apjáról szólt. Utánuk Aiszkhülosz szatírjátékát mutatták be, amelynek címe Tűzgyújtó Prométheusz volt.

## Témája
A Perzsák különlegessége, hogy a korabeli drámáktól eltérően nem mitológiai témát, hanem a közelmúlt valós eseményét, a szalamiszi csatát dolgozza fel. Aiszkhülosz nem elmondásból ismerte a szalamiszi ütközet történetét, ugyanis részt vett a harcokban, csakúgy, mint korábban a marathóni csatában. A hírnök szájába adott mondatok – „Ott voltam én, nem hallomásból mondom el, perzsák, a pusztulást, amely ott végbement”* (266-267)– Aiszkhülosz drámájának hitelességét is hívatottak bizonyítani. A tragédiára mint forrásra Hérodotosz is támaszkodott a görög-perzsa háborút leíró munkájában.
A tragédia, szintén szokatlan módon, nem a görög diadalra helyezi a hangsúlyt, hanem a perzsa veszteségre, ugyanis az eseményeket perzsa szemszögből mutatja be, ezzel részvétet keltve a legyőzött ellenség iránt. Aiszkhülosz azonban megőrzi patriotizmusát, mivel úgy emeli tragikus hőssé a fiát hazaváró Atossza királynét, hogy kihangsúlyozza Athén szerepét a görög-perzsa háborúban. A csata leírása, a hatalmas perzsa had bemutatása is a görög hősiességet hangsúlyozza.
Aiszkhülosz a háborút két eltérő erkölcsi szemlélet összecsapásának látja, amelynek hátterében a perzsa hübrisz (dölyf, gőg) áll. Dareiosz megidézett szelleme is esztelennek (725), bolondnak (733), oktalannak (744) nevezi Xerxészt, amiért megindította a hadjáratot, és ezzel maga ellen fordította Zeusz haragját. „Azt gondolta, esztelen, hogy bár halandó, ő legyőz minden istenséget és Poszeidónt, esztelenség ez, mi más, mely fiamat megszállta” (749-751), mondja a király árnya.
Tekintve, hogy a tragédiát nyolc évvel a szalamiszi csata után mutatták be, Aiszkhülosz drámája arra figyelmeztette a győzelmek után egyre önhittebbé váló görög hadvezéreket, például Pauszaniászt és Kimónt, hogy a hübrisz a bukásukhoz vezethet. Ez az intés azonban nemcsak a katonai vezetőknek, hanem egész Athénnak is szólt, amely a Déloszi Szövetséget egyre inkább saját hatalmi törekvéseire használta, ezzel megtépázva a görög együttműködést a perzsákkal szemben.

## Cselekménye
A darab a karvezető helyzetleírásával kezdődik, amelyből a nézők megtudják, hogy a tragédia Perzsiában játszódik, miközben Xerxész hadai görög földön hadakoznak. A karvezető felsorolja, hogy a perzsa vezetők közül kik csatlakoztak a hadsereghez. (1-64) A kar megfogalmazza a perzsák aggodalmát, hogy a sereg vereséget szenvedettː Ó, gyászǃ Oda a perzsa hadseregǃ Félek, ezt a hírt veszi Szúsza nagy, férfihagyta városaǃ (65-139).
Megjelenik Atossza, Xerxész anyja, Dareiosz özvegye, aki rossz álmoktól gyötörve arra kéri a vének tanácsát, amelyet a kar személyesít meg, hogy értelmezze, amit alvás közben látott, mit jelentenek azok a távolban harcoló fiára és seregére nézve. A vének válasza szűkszavú és pesszimista, mivel Dareiosz bukására is  emlékeztet (159-249). Ezután hírmondó érkezik Szalamiszból, aki részletesen leírja a csata lefolyását, és bejelenti a súlyos perzsa vereséget. Beszámol arról is, hogy Xerxész túlélte az ütközetet (249-514).
A perzsák között zűrzavar támad. Atossza áldozatot mutat be az istenek, míg a vének megidézik Dareiosz szellemét, aki megteszi a hosszú utat az alvilágból, hogy tanácsot adjon (515-842). A halott király megjövendöli, hogy a perzsa seregre még egy vereség vár a plataiai csatában (800-842). Miután a király árnya visszatér az alvilágba, megtépett öltözékében megérkezik a vesztes hadvezér (909), aki magát okoljaː „Nyomorult, ím én, siralmas, íme én lettem, a szülőföldem baja, nyomor a hazánǃ” (931-934). A darabot Xerxész és a kar közös siratása zárja (909-1077).
* A drámából vett idézetek fordítója Jánosy István